# Орден солдатской славы
Орден солдатской славы (кор. 전사의 영예 훈장) — воинская награда КНДР, учреждена указом Президиума Верховного Народного Собрания Корейской Народно-Демократической Республики от 1 июля 1950 года и имеет две степени. Награда вручается солдатам и партизанам за боевую храбрость или руководство войсками в бою. Орден выполнен по аналогии с советским орденом Отечественной войны, условия награждения и разделение на степени сходны с этой советской наградой.

## История награды
Согласно информации северокорейских властей, указ об учреждении ордена был инициирован Ким Ир Сеном: «28 июня 39 года чучхе (1950 года) Ким Ир Сен сказал одному из официальных лиц, что он собирается наградить подразделения, участвовавшие в операции по освобождению Сеула, добавив также, что следует наградить отличившихся солдат». В тот же день он попросил художника создать дизайн ордена, а на следующий день предложил нанести надпись «За родину», создать гравировку солдата с винтовкой в руках и украсить рамку звездой красного цвета. На следующий день он утвердил измененный дизайн и собственнолично назвал его орденом солдатской славы.

## Выдержка из условий награждения[2]
Награду получают: 
- Тот, кто продолжал вести бой из горящего танка.
- Человек, защитивший флаг подразделения от захвата.
- Человек, захвативший флаг вражеского подразделения.
- Тот, кто убил от 1 до 50 офицеров и солдат противника из личного огнестрельного оружия.
- Лицо, уничтожившее из противотанкового огнестрельного оружия два и более танка противника.
- Человек, уничтоживший гранатой от 1 до 3 танков противника в зоне противника или на поле боя.
- Человек, сбивший 4 и более самолета противника из пулемёта или артиллерийского орудия.
- Тот, кто захватил или уничтожил разведку противника в ночное время.
- Человек, проявивший храбрость и уничтоживший пулемёт или миномет противника.
- Человек, пожертвовавший своей жизнью, чтобы спасти командира, находящегося в опасности.
- Человек, уничтоживший танком два пулемёта противника или одно артиллерийское орудие противника.
- Человек, получивший в ходе разведки важные сведения о противнике.

Всё вышеперечисленное относится к военным подвигам, которые солдат должен совершить в одиночку, не считая танкистов, экипажей самолетов и моряков, и имеет систему награждений, аналогичную ордену Отечественной войны СССР. После прекращения боевых действий в Корейской войне вышеуказанные условия награждения были значительно смягчены, и Орденом солдатской славы 2-й степени массово награждали солдат, увольняющихся из Корейской Народной Армии.

## Социальные выплаты ветеранам
«Положение об Ордене Солдатской славы» КНДР, 1950 года:
```
6. Награждённым Орденом солдатской славы первой степени предоставляются привилегии, предусмотренные 
Орденом государственного флага
 второй степени, награждённым Орденом солдатской славы второй степени — привилегии, предусмотренные Орденом государственного флага третьей степени.
7. Кавалеры Ордена Солдатской славы имеют следующие привилегии:
 1. Солдаты производятся в сержанты, а сержанты — в младшие офицеры.
 2. В случае утраты трудоспособности предоставляется 50% годового содержания.
 3. Дети награждённых имеют право на получение бесплатного образования вплоть до окончания университета.
```

Вышеуказанные льготы были сокращены после смягчения условий награждения орденом.

## Знаки

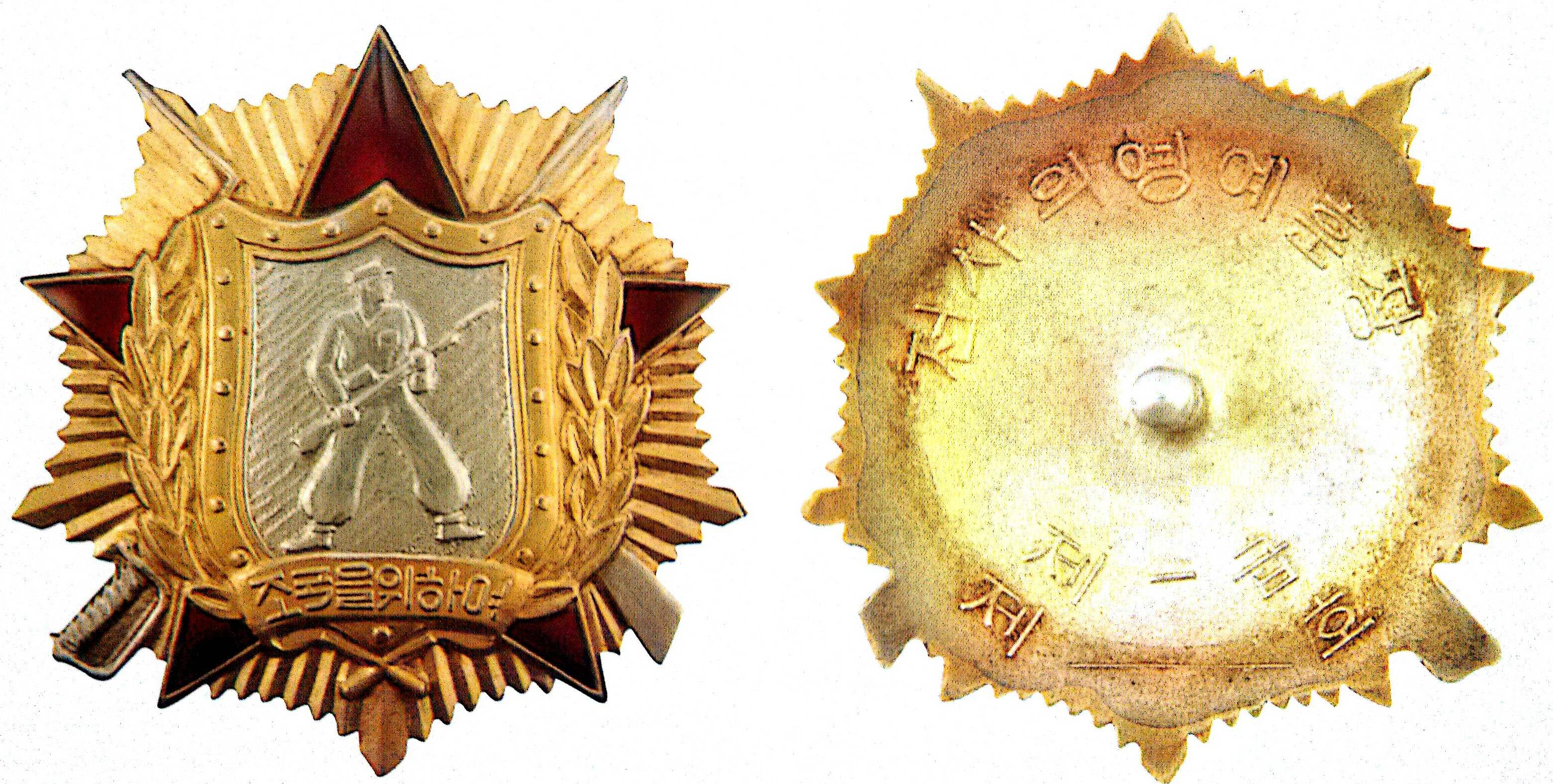
Орден советского производства, вручался в 1950-е годы

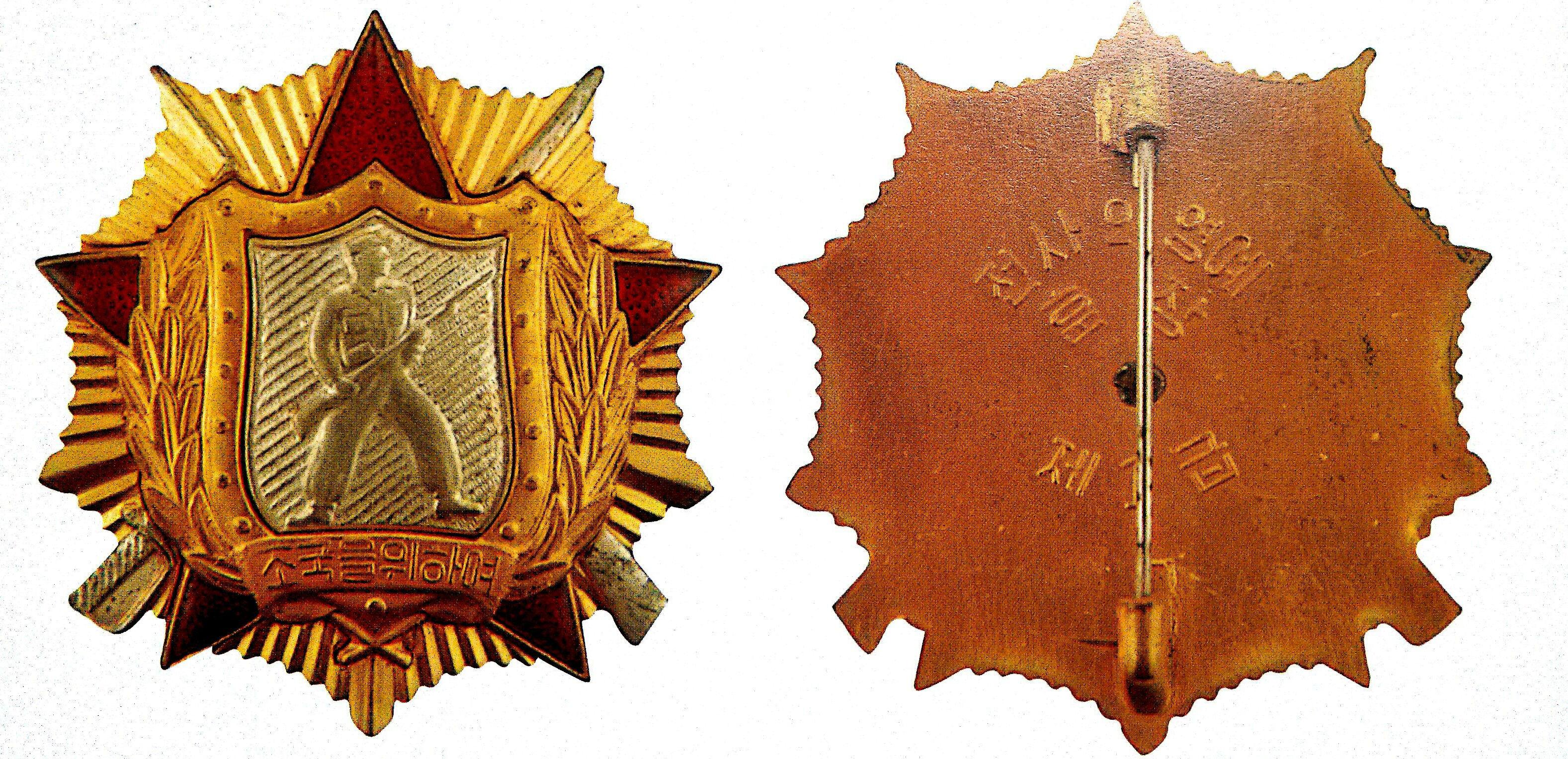
Орден северокорейского производства, вручается с 1960-х годов

Орденская лента 1-й степени

Орденская лента 2-й степени

Дизайн ордена представляет собой объединение знаков ордена Красной Звезды, на котором изображен воин в окружении венков, и ордена Отечественной войны, на котором изображена пятиконечная звезда, эмалированная красным цветом. Орденский знак выполнен в золоте/серебре, с лучами на заднем плане и скрещенными саблей и винтовкой сзади. До тех пор, пока орден производился в Советском Союзе, на обратной стороне ордена имелось поле для гравировки порядкового номера ордена. С переходом на северокорейское производство поле порядкового номера было исключено. Орденский знак советского производства был изготовлен из позолоченного серебра 925 пробы и крепился к одежде с помощью винта, а орден северокорейского производства — из позолоченной меди и прикреплялся к одежде с помощью булавки. Орденская лента синего цвета с красной и жёлтой полосой по краям и с одной белой полосой внутри для 1-й степени и двумя для 2-й степени.

## Награждены
Во время Корейской войны 7 972 корейцев и 530 китайцев получили Орден солдатской славы первой степени и 112 170 корейцев и 6 349 китайцев второй степени.
Среди награждённых:
- Ри Пён Чхоль (II степень)
- Ким Чен Ир (І степень)
- Кан Сон Нам (II степень, дважды)
- Алехандро Као де Бенос де Лес и Перес (ll степень)
- Ким Ён Чхоль (I степень)